# Vägatjärnen (Arjeplogs socken, Lappland, 729347-160054)
Vägatjärnen är en sjö i Arjeplogs kommun i Lappland och ingår i Skellefteälvens huvudavrinningsområde. Sjön har en area på 0,0867 kvadratkilometer och ligger 420 meter över havet.

## Delavrinningsområde
Vägatjärnen ingår i det delavrinningsområde (729279-159868) som SMHI kallar för Namn saknas. Medelhöjden är 443 meter över havet och ytan är 21,56 kvadratkilometer. Räknas de 2 avrinningsområdena uppströms in blir den ackumulerade arean 38,19 kvadratkilometer. Maddaurebäcken som avvattnar avrinningsområdet har biflödesordning 2, vilket innebär att vattnet flödar genom totalt 2 vattendrag innan det når havet efter 213 kilometer. Avrinningsområdet består mestadels av skog (60 procent) och sankmarker (35 procent). Avrinningsområdet har 0,47 kvadratkilometer vattenytor vilket ger det en sjöprocent på 2,2 procent.